# Arne Møller (calciatore 1960)
Arne Møller (6 aprile 1960) è un allenatore di calcio, dirigente sportivo ed ex calciatore norvegese, di ruolo centrocampista.

## Carriera

### Giocatore

#### Club
Møller ha giocato per il Brann dal 1979 al 1988, totalizzando complessivamente 198 presenze e 15 reti in campionato. Con questa maglia, ha vinto il Norgesmesterskapet 1982. Nel 1988, si è trasferito ai greci dell'Arīs Salonicco, dove è rimasto per un biennio.

#### Nazionale
Conta 4 presenze per la Norvegia. Ha debuttato il 26 febbraio 1986 nella vittoria per 1-2 contro la Grecia.

### Allenatore
Terminata l'attività agonistica, è stato dirigente del Brann dal 1999 al 2002.
Dal 2006 al 2009, è stato allenatore della sezione femminile del Sandviken. Il 24 novembre 2013 è stato nominato ufficialmente nuovo tecnico dell'Avaldsnes, sempre per quanto riguarda il calcio femminile, che avrebbe guidato a partire dal 1º gennaio successivo. Ha portato la squadra al 5º posto finale in campionato. Il 1º novembre 2014, a stagione appena conclusa, ha lasciato l'Avaldsnes per divergenze con la dirigenza.

## Palmarès

### Club

#### Competizioni nazionali
- Coppa di Norvegia: 1

Brann: 1982